# Torneo di Wimbledon 1904
Il Torneo di Wimbledon 1904 è stata la 28ª edizione del Torneo di Wimbledon e seconda prova stagionale dello Slam per il 1904. Si è giocato sui campi in erba dell'All England Lawn Tennis and Croquet Club di Wimbledon a Londra in Gran Bretagna. Il torneo ha visto vincitore nel singolare maschile il britannico Laurence Doherty che ha sconfitto in finale in 3 set il connazionale Frank Riseley con il punteggio di 6–1 7–5 8–6. Nel singolare femminile si è imposta la britannica Dorothea Douglass che ha battuto in finale in 2 set la connazionale Charlotte Cooper Sterry. Nel doppio maschile hanno trionfato Reginald Doherty e Laurie Doherty.

## Risultati

### Singolare maschile
Laurence Doherty ha battuto in finale  Frank Riseley con il punteggio di 6–1 7–5 8–6

### Singolare femminile
Dorothea Douglass ha battuto in finale  Charlotte Cooper Sterry con il punteggio di 6–0, 6–3

### Doppio maschile
Reginald Doherty /  Laurie Doherty hanno battuto in finale  Sidney Smith /  Frank Riseley con il punteggio di 6–1, 6–2, 6–4

### Doppio femminile non ufficiale
Winifred Longhurst /  Ethel Thomson hanno battuto in finale  Dorothea Douglass /  Charlotte Sterry con il punteggio di 6–4 3–6 7–5

### Doppio misto non ufficiale
Ethel Thomson /  Sidney Smith hanno battuto in finale  Ruth Winch /  Wilberforce Eaves con il punteggio di 7–5 12-10